# Last Resort (film 2000)
Last Resort è un film del 2000 diretto da Paweł Pawlikowski.